# Valeriu Oișteanu
Valeriu Oisteanu, cunoscut ca Valery Oisteanu, (n. 3 septembrie 1943, Qarağandy, RSS Kazahă, URSS) este un poet, critic de artă, eseist, fotograf și artist de performanță român american, al cărui stil artistic reflectă influența curentelor Dada și suprarealist.
Oișteanu este autorul a mai mult de o duzină de cărți de poezie, o carte de ficțiune scurtă și o carte de eseuri. Este fratele antropologului cultural, istoric al religiilor și scriitorului român Andrei Oișteanu.

## Biografie
Oisteanu s-a născut în Karaganda, Kazahstan, fiind crescut și educat în România, unde a fost cunoscut sub numele de Valeriu Oișteanu. A absolvit Facultatea de Chimie Industrială a Institutului Politechnic din București.
În 1970 Oișteanu a debutat cu un volum de poeme intitulat Proteze. Datorită originii sale evreiești, regimul comunist i-a permis emigrarea în Statele Unite ale Americii (mai exact în New York City) cândva în intervalul 1972-1973. De atunci, Valeriu Oișteanu a devenit un scriitor de limbă engleză.
Oisteanu a adoptat Dada și Suprarealismul ca repere filozofice ale artei și vieții sale. A apărut regulat la evenimente de citit poezie la diferite evenimente desfășurate în orașul New York, unde a prezentat adesea performanțe realizate în manieră Zen și Dada, pe care le-a denumit "jazzoetry". Oisteanu este, de asemena, un critic de artă și membru permanent a mai multor reviste de artă, incluzând The Brooklyn Rail, NYArts, Rain Taxi, a publicației spaniole online art.es Arhivat în 18 aprilie 2019, la Wayback Machine., și a revistei canadiene D'Art International. 
Oișteanu este membru al organizației profesionale Poets and Writers Inc., din New York și fondatorul și președintele a PASS - Poets and Artists Surrealist Society.

## Poezie în limba engleză
- Underground Shadows (Pass Press, New York, 1977)
- Underwater Temples (Pass Press, New York, 1979)
- Do Not Defuse (Pass Press, New York, 1980)
- Vis-a-vis Bali (poems and photographic collage; New Observation Press, New York, 1985)
- Passport to Eternal Life (Pass Press, New York, 1990)
- Moons of Venus (Pass Press, New York, 1992)
- Temporary Immortality (Pass Press, New York, 1995)
- ZEN DADA (Linear Art Press, New York, 1999)
- Perks in Purgatory (Fly by Night Press,New York, 2009)
- Anarchy for a Rainy Day (Spuyten Duyvil, New York, 2015)
- Lighter Than Air (Spuyten Duyvil, New York, 2017)
- In The Blink of a Third Eye (Spuyten Duyvil, New York,2020)
- Here, There & Nowhere (Spuyten Duyvill,New York 2024)

### Poezie scrisă sau tradusă în limba română
- Proteze („Prosthesis”), Editura Litera, București, 1970
- Poeme din Exil („Poems from Exile”), Editura Paralela 45, Pitești, 2000
- Anarchie Pentru Zile Negre (CDPL,Bucuresti,2019)
- Privilegii in Purgatoriu (Itaca, Dublin,2020)